# Glenea parahumerointerrupta
Glenea parahumerointerrupta là một loài bọ cánh cứng trong họ Cerambycidae.